# Ann Li
Ann Li (nascida em 26 de junho de 2000) é uma tenista profissional americana. 
Li tem uma classificação mais alta na carreira pela WTA, ocupando a 44ª posição no mundo, e foi vice-campeã na final de simples feminina júnior do Campeonato de Wimbledon de 2017.

## Histórico pessoal
Li nasceu em uma família de esportistas. Sua tia era patinadora de velocidade profissional na China. Seu pai jogava futebol na faculdade, enquanto sua mãe praticava atletismo na faculdade.

## Carreira profissional

### 2017
Li alcançou sua primeira final júnior de Grand Slam de simples em 2017, em Wimbledon. Na primeira final feminina totalmente americana desde 1979, a não cabeça de chave Li perdeu para a terceira cabeça de chave Claire Liu [en], em jogo de três sets. Duas semanas depois, Li ganhou seu primeiro título profissional no Circuito Feminino da ITF, um torneio de US$ 15k em Evansville, Indiana.

### 2018
Li entrou no Lexington Challenger [en], onde derrotou Renata Zarazúa [en], Julia Glushko, Anastasia Nefedova [en] e Jessica Pegula antes de perder para Asia Muhammad na final, em sets diretos.
Ela participou do Koser Jewelers Tennis Challenge [en], onde derrotou a ex-número 1 britânica, Heather Watson, e a finalista de Wimbledon, Sabine Lisicki, mas perdeu para Madison Brengle nas quartas de final. No Central Coast Pro Tennis Open [en], ela eliminou a também "wild card" Sophia Whittle, mas perdeu para Sofya Zhuk [en]. Ela tentou se qualificar para o US Open, mas perdeu para Marie Bouzková. Ela então participou de um evento da ITF no Texas, onde perdeu para Naomi Broady. Seu melhor resultado após o US Open foi em Stockton, onde venceu Jovana Jakšić e Lauren Davis, antes de cair novamente para Madison Brengle. Em Macon, ela venceu Nicole Gibbs antes de perder para Hailey Baptiste [en].

### 2020: terceira rodada do US Open, estreia no top 100
No Australian Open, Li disputou a chave principal de um torneio de Grand Slam pela primeira vez, depois de vencer todas as partidas da qualificatória. Ela avançou para a segunda rodada, onde perdeu para a eventual campeã, Sofia Kenin.
Li alcançou a terceira rodada de um torneio Major pela primeira vez em sua carreira no US Open, derrotando a 13ª cabeça de chave Alison Riske.
Ela alcançou o top 100 no número 97 do mundo, em 9 de novembro de 2020.

### 2021: Terceira rodada do Australian Open, primeiro título, top 50
Li alcançou a terceira rodada de um campeonato de Grand Slam pela segunda vez no Australian Open. Ela então perdeu para a sétima cabeça de chave Aryna Sabalenka. Ela também chegou à segunda fase do Aberto da França de 2021 em sua estreia neste torneio Major.
Li conquistou seu primeiro título do WTA Tour no Tenerife Ladies Open, derrotando Camila Osorio na final, em sets diretos. Com este título, sua classificação subiu para o top 50 pela primeira vez, alcançando um novo recorde na carreira, número 48 do mundo, em 25 de outubro de 2021. Em novembro, ela foi indicada na lista para a "2021 WTA Newcomer of the Ano" (revelação do ano).

### 2022-2023: Terceira rodada de um WTA 1000
No Miami Open de 2022, ela alcançou a terceira rodada de um WTA 1000 pela primeira vez, derrotando a terceira cabeça de chave Anett Kontaveit antes de perder para Alison Riske. Ela chegou à segunda rodada do Torneio de Wimbledon de 2022, sua primeira vitória neste torneio Major.
Ela também se qualificou para o Western & Southern Open de 2023 (onde derrotou Magda Linette) e o Guadalajara Open (onde perdeu para Sloane Stephens).

### 2024
Em fevereiro, Li se classificou para seu primeiro WTA 500 desde o Bad Homburg Open de 2022, no San Diego Open, derrotando Kayla Day na última rodada da qualificatória, mas perdeu para a eventual vice-campeã, Marta Kostyuk, na chave principal. Em abril, ela chegou à semifinal do torneio ITF de US$ 100k de Bonita Springs. Em junho, ela foi campeã do Open Internacional de Valencia, vencendo Viktoriya Tomova na final, em sets diretos. Em julho, ela foi vice-campeã do Nordea Open, perdendo para Martina Trevisan na final em sets diretos.

## Finais da WTA

### Simples: 2 (1 título, 1 vices)
| Legenda       |
| ------------- |
| Grand Slam    |
| WTA 1000      |
| WTA 500       |
| WTA 250 (1–0) |

| Finais por piso |
| --------------- |
| Duro (1–0)      |
| Grama (0–0)     |
| Saibro (0–0)    |
| Carpete (0–0)   |

| Status | V–D | Data     | Torneio                       | Nível   | Piso | Oponente        | Placar    |
| ------ | --- | -------- | ----------------------------- | ------- | ---- | --------------- | --------- |
| Perdeu | 0–1 | Fev 2021 | Grampians Trophy, Austrália   | WTA 500 | Duro | Anett Kontaveit | cancelado |
| Venceu | 1–1 | Out 2021 | Tenerife Ladies Open, Espanha | WTA 250 | Duro | Camila Osorio   | 6–1, 6–4  |

## Finais de WTA Challengers

### Simples: 2 (1 título, 1 vice)
| Status | V–D | Data     | Torneio                                 | Piso   | Oponente         | Placar   |
| ------ | --- | -------- | --------------------------------------- | ------ | ---------------- | -------- |
| Venceu | 0–1 | Jun 2024 | Open Internacional de Valencia, Espanha | Saibro | Viktoriya Tomova | 6–3, 6–4 |
| Perdeu | 1–1 | Jul 2024 | Nordea Open, Suécia                     | Saibro | Martina Trevisan | 2–6, 2–6 |

## Finais do Circuito ITF

### Simples: 9 (3 títulos, 6 vices)
| Legenda                 |
| ----------------------- |
| Torneios de US$ 100.000 |
| Torneios de US$ 80.000  |
| Torneios de US$ 60.000  |
| Torneios de US$ 25.000  |
| Torneios de US$ 15.000  |

| Status | V–D | Data     | Torneio                              | Nível | Piso   | Oponente              | Placar        |
| ------ | --- | -------- | ------------------------------------ | ----- | ------ | --------------------- | ------------- |
| Venceu | 1–0 | Jul 2017 | ITF Evansville, Estados Unidos       | W15   | Duro   | Marcela Zacarías      | 4–6, 6–4, 6–3 |
| Perdeu | 1–1 | Ago 2018 | Lexington Challenger, Estados Unidos | W60   | Duro   | Asia Muhammad         | 5–7, 1–6      |
| Perdeu | 1–2 | Abr 2019 | ITF Jackson, Estados Unidos          | W25   | Saibro | Katarzyna Kawa        | 3–6, 2–6      |
| Venceu | 2–2 | Abr 2019 | Osprey Challenger, Estados Unidos    | W25   | Saibro | Usue Maitane Arconada | 6–3, 7–5      |
| Perdeu | 2–3 | Mai 2019 | ITF Bonita Springs, Estados Unidos   | W100  | Saibro | Lauren Davis          | 5–7, 5–7      |
| Perdeu | 2–4 | Ago 2019 | Lexington Challenger, Estados Unidos | W60   | Duro   | Kim Da-bin            | 1–6, 3–6      |
| Perdeu | 2–5 | Ago 2019 | Concord Tennis Open, Estados Unidos  | W60   | Duro   | Caroline Dolehide     | 3–6, 5–7      |
| Venceu | 3–5 | Out 2020 | Tyler Pro Classic, Estados Unidos    | W80   | Duro   | Marta Kostyuk         | 7–5, 1–6, 6–3 |
| Perdeu | 3–6 | Mai 2023 | ITF Bonita Springs, Estados Unidos   | W100  | Saibro | Kayla Day             | 2–6, 2–6      |

### Duplas: 3 (3 vices)
| Legenda                 |
| ----------------------- |
| Torneios de US$ 100.000 |
| Torneios de US$ 80.000  |
| Torneios de US$ 60.000  |
| Torneios de US$ 25.000  |
| Torneios de US$ 15.000  |

| Status | V–D | Data     | Torneio                                | Nível | Piso     | Parceira       | Oponentes                        | Placar                 |
| ------ | --- | -------- | -------------------------------------- | ----- | -------- | -------------- | -------------------------------- | ---------------------- |
| Perdeu | 0–1 | Fev 2019 | Midland Tennis Classic, Estados Unidos | W100  | Duro (i) | Coco Gauff     | Olga Govortsova Valeria Savinykh | 4–6, 0–6               |
| Perdeu | 0–2 | Ago 2019 | Lexington Challenger, Estados Unidos   | W60   | Duro     | Jamie Loeb     | Robin Anderson Jessika Ponchet   | 6–7(4), 7–6(5), [7–10] |
| Perdeu | 0–3 | Fev 2024 | Guanajuato Open, México                | W100  | Duro     | Rebecca Marino | Hailey Baptiste Whitney Osuigwe  | 5–7, 4–6               |

## Finais de Grand Slam júnior

### Simples: 1 (1 vice)
| Status | Ano  | Torneio   | Piso  | Oponente   | Placar        |
| ------ | ---- | --------- | ----- | ---------- | ------------- |
| Perdeu | 2017 | Wimbledon | Grama | Claire Liu | 2–6, 7–5, 2–6 |

## Recorde em confrontos diretos

### Vitórias sobre as Top 10
| Temporada | 2022 | Total |
| --------- | ---- | ----- |
| Vitórias  | 1    | 1     |

| #    | Jagadora        | Ranking | Evento          | Piso | Rd | Placar        | ALR    |
| ---- | --------------- | ------- | --------------- | ---- | -- | ------------- | ------ |
| 2022 |                 |         |                 |      |    |               |        |
| 1.   | Anett Kontaveit | No. 7   | Miami Open, EUA | Duro | 2R | 6–0, 3–6, 6–4 | No. 65 |